# Great Wall Hover
El SUV Great Wall Hover es un vehículo utilitario deportivo fabricado por Great Wall Motors, del Segmento D, con capacidad de todoterreno, de fabricación china comúnmente conocidos como SUV que se introdujo en el mercado en 2005 hasta 2010 luego fue reemplazado por su reemplazo directo y proveniente de la misma marca Haval el cual cuenta con equipamiento y sistema de suspensión diferente. Es uno de los vehículos SUV de procedencia china más vendidos en el mercado centro y sudamericano por su relación costo-beneficio para una SUV de procedencia oriental y de su tamaño.
Su reemplazo es el Great Wall Haval en sus versiones H3, H5 y H6, que ingresó al mercado en 2011 con motor de 2.000 y  2.400 cc.

## Características técnicas
la Great Wall haval se comercializa en las versiones 4x2 y 4x4
Su diseño recuerda en líneas generales al Mitsubishi Outlander, o a la SUV Isuzu Rodeo. Tiene un chasis reforzado similar a la Toyota 4Runner y su tracción es en sus variantes de 4X2 (modelos a gasolina y caja manual de 5 velocidades), o 4X4 (en las de motor diésel y gasolina). Su diseño es muy atractivo e imponente y se comercializa en una gama amplia de colores. Sus dimensiones son 4,5 metros de largo; 1,81 de alto y 1,85 metros de ancho.
Dispone de con capacidad para 5 pasajeros sentados, su suspensión tipo McPherson en tren trasero y de tipo bandejas independientes en el delantero, esto le confiere una notable estabilidad y robustez además de una gran durabilidad durante el trayecto en terrenos irregulares y suavidad en carretera. Su consumo para el caso de las Hover de motor de 2.400 cc es de un promedio de  10 km/L en ciudad y 12 km/L en carretera (motorización a gasolina). La Haval H3 con una motorización de 2.000 cc es de 10 km/L en ciudad; en carretera a 90 km/h su rendimiento es de 15 km/L (a nivel del mar). 
La transmisión y caja de velocidades son de versiones de la firma japonesa Mitsubishi y hechos bajo licencia, de 5 cambios y reversa en la versión manual. Su silletería está tapizada en cuero o en tela; y cuenta con asientos reclinables con calefacción en estos, 
abatibles, además su peso estándar es de entre 2,3 toneladas (4X2) a 2,4 toneladas (4WD).

## Motorización y equipamiento
Las Haval vienen equipados de serie con 2 tipos de motores; uno a gasolina sin plomo de 93 octanos de la marca Mitsubishi, en la referencia 4G69 de 4 cilindros de 2,4 L y 16 válvulas que proporcionan una potencia de 121 HP y un par motor de 170 N·m a 2.500 rpm.
La versión diésel tiene una motorización de Isuzu desarrollada bajo licencia, del modelo GW2,8TC de 2,8 Litros con 107 HP de potencia, aparte de serie se entregan con caja de cambios manual de cinco velocidades, vidrios eléctricos, árbol de dirección ajustable y volante regulable, radio MP3, Climatizador, frenos ABS y EBD, reguladores lumbares en los asientos delanteros, 4 sensores de retroceso y bolsas de aire en la consola.  Opcionalmente viene con calefactores en las butacas , reproductor de DVD, y otros accesorios no comunes en la competencia.

## Fortalezas y debilidades
La fortaleza de las Great Wall Haval es el origen de su motorización de procedencia japonesa,  su precio relativamente bajo frente a sus pares de otros competidores y la ventaja de los fabricantes chinos al poder entregar vehículos de bajo coste y de buen desempeño frente a sus competidores alemanes, norteamericanos, coreanos y japoneses de similares prestaciones y mayor costo. 
Las propiedades más notables de las Haval, son su robustez muy adecuada para viajes de off road, la gran durabilidad de su tren delantero (más de 60.000 km), el gran equipamiento, el reducido costo de repuestos y la comodidad y amplitud del maletero, muy superior en volumen a los modelos directamente rivales como la Suzuki Grand Vitara, o la Mitsubishi Nativa. Su motorización es considera algo ajustada, lento en salida, pero muy bien trabajada para terrenos escabrosos y carretera, llegando fácilmente a los 160 km/h.
Su consumo es considerado moderado pese a su peso y tamaño siendo en promedio de 7-8 km/L en ciudad y 15 km/L en carretera a 90 km/h. Carece de uno de los atributos más apreciables en una 4x4 nata es el de poder enfrentar pendientes con la suavidad y fuerza que lo haría en una recta, razón por la cual se iba a lanzar su evolución prontamente, que vendría dotada de motores más poderosos y con más desempeño. Esto no ocurrió.

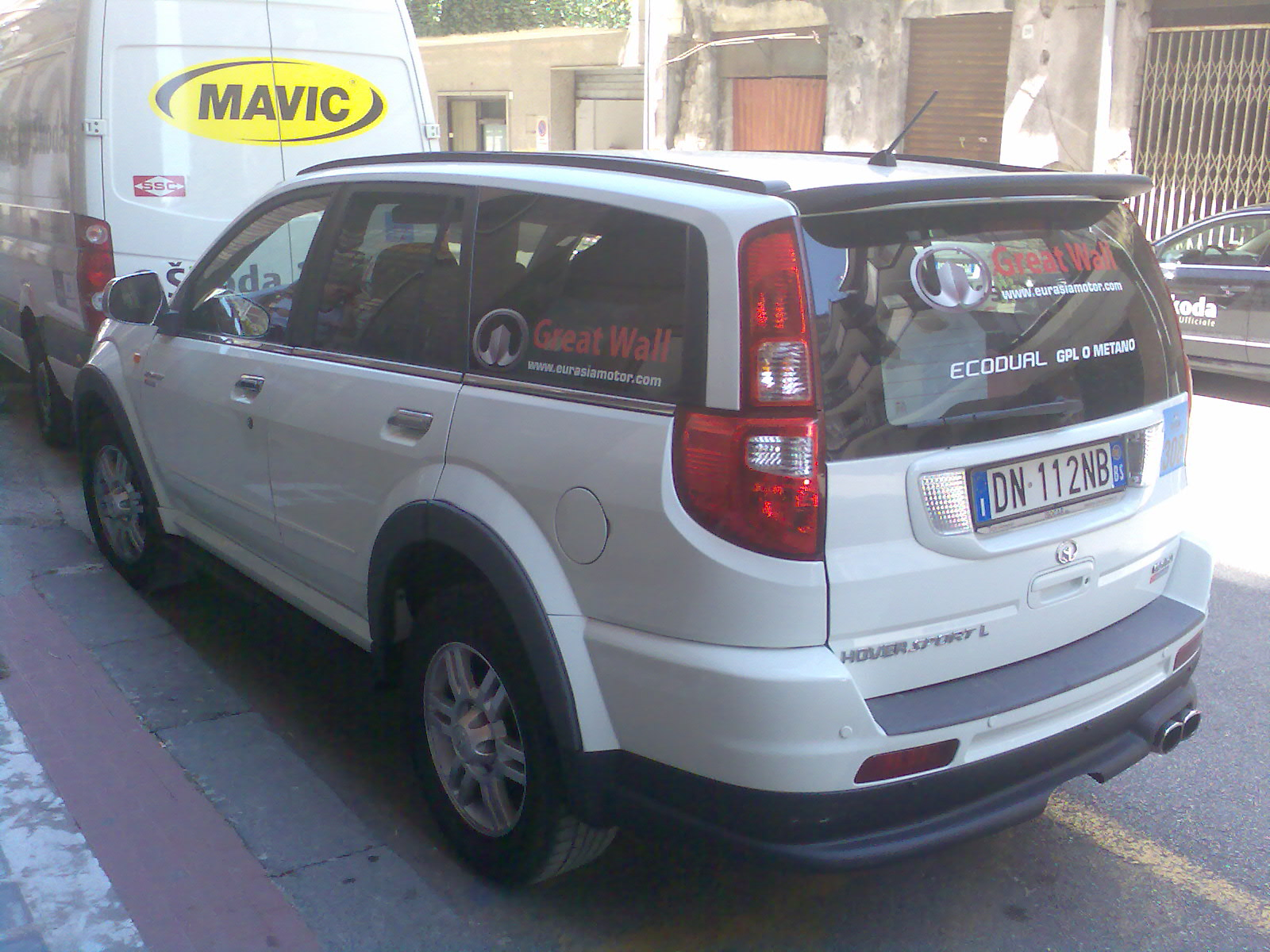
Vista trasera de una GW Hover

## Países en los que se vende (Denominaciones)
La Great Wall Hover se ha comercializado exitosamente en Europa y en especial en Italia (como Hover Ecodual), Rusia, en América en Brasil, Chile (conocida como Haval), Colombia, Costa Rica, Uruguay, Perú, Paraguay, Venezuela, (países en la que se comercializa como Hover; su verdadero nombre de procedencia) y Ecuador, en donde existe incluso una planta de ensamblaje y producción de los mismos.